# Marija Prymatjenko
Marija Oksentijivna Prymatjenko (ukrainska: Марі́я Оксе́нтіївна Примаче́нко), född 12 januari 1908 i 
Bolotnia, död där 18 augusti 1997, var en självlärd naivistisk konstnär från Ukraina.
Prymatjenko växte upp i en jordbrukarfamilj och lärde sig att brodera av sin mormor. Hon var som barn sjuk i Polio och kunde gå utan kryckor först efter operationer i slutet av 1930- talet.  Hon började i traditionella motiv som påskägg (pysanka) innan hon började att måla på duk. P uppmärksammades redan som ung. Hennes verks ställdes ut över hela det sovjetiska området men också i väst b l a i Paris på 1930- talet  där Pablo Picasso hyllade henne. 
Promachenkos konst finns på museer över hela världen, på många ukrainska museer och har avbildats på frimärken och minnesmynt.

Ett ukrainskt frimärke med en målning av Marija Prymatjenko.

Hon hyllades i Sovjetunionen och ställde ut tavlor i bland annat Moskva, Leningrad och Warszawa 1936 och 1937 på Världsutställningen i Paris. Mer än 650 av hennes verk finns på Nationalmuseet för ukrainsk dekorativ folkkonst i Kiev och både en gata och en småplaneten 14624 Prymachenko har uppkallats efter henne. 
Hennes konst liksom hennes sons och barnbarns konst är en del av den ukrainska kulturskatten. Ukrainas kultur och konst är under Rysslands invationskrig hotat då de skadats vid bombningar av muséer och hem.
En av hennes målningar var inspiration till ett tyg från Marimekko.
Moderna Muséet i Malmö hade 2024-2025 en hyllningsutställning till Prymatjenko